# Paula Usero
Paula Usero, all'anagrafe Paula Usero García (Valencia, 22 ottobre 1991), è un'attrice e modella spagnola, nota per aver interpretato il ruolo di Luisita Gómez Sanabria nella telenovela Per sempre e nello spin-off Luimelia.

## Biografia
Nata nel 1991 a Valencia, Paula Usero ha iniziato a recitare all'età di sette anni e anni dopo ha deciso di trasferirsi a Madrid per continuare la sua carriera.
Grazie al suo ruolo di Lidia nel film Il matrimonio di Rosa e per quello di Luisita Gómez Sanabria nella serie Luimelia, è stata candidata a diversi premi nazionali e internazionali.

### Carriera
Ha iniziato la sua carriera all'età di sette anni, quando è diventata l'immagine del marchio di bambole Famosa, ha partecipato ad altre campagne come Arroz la Fallera e ha recitato in sfilate di moda per i marchi Sabelma e Zenobia.
Quando ha finito il liceo, ha iniziato a studiare Scienze politiche presso l'Università di Valencia. Nel 2012, poco tempo dopo essersi laureata, è entrata all'Escuela Superior de Arte Dramático (ESAD) a Valencia, dove ha completato la laurea in interpretazione testuale. Si è formata anche attraverso diversi corsi come la caratterizzazione di Carlos Marco, il verso libero di William Shakespeare nel contesto contemporaneo con Ximo Flores, la scherma scenica del Maestro Vicente Safont, e Tecniche di movimento e acrobazie di Luis Meliá.
Nel 2015 ha partecipato al suo primo film, El olivo diretto da Icíar Bollaín. Nel film ha lavorato con grandi attori e attrici come Anna Castillo e Javier Gutiérrez Álvarez.
Nel 2016 si è trasferita a Madrid. Nello stesso anno, con la collaborazione di Borja Sánchez registra il cortometraggio Filter, in cui interpreta il ruolo di Sofía, la fidanzata di Pablo. Nel 2017 ha recitato il ruolo di Irene nel cortometraggio Irene's Love, prodotto da Moebius Films (Fondazione per la Sindrome di Möbius), che vince il premio per il miglior cortometraggio per la disabilità.
Sempre nel 2017 ha lavorato nella serie televisiva Velvet Collection nel ruolo di Inés, una ragazza arrivata dalla Germania con il fidanzato Manolito, interpretato da Nacho Montes e dov'è stata il braccio destro di Raúl de la Riva, interpretato da Asier Etxeandía. Alla fine di dello stesso anno, ha iniziato a lavorare alla sesta stagione della telenovela Per sempre, nel ruolo di Luisita Gómez.
Nel 2018 è apparsa in un episodio della serie Paquita Salas. Ha continuato a lavorare alla settima stagione di Per sempre, in cui ha assunto un ruolo da protagonista grazie alla sua storia romantica con Amelia, interpretata da Carol Rovira. La relazione tra le due si basa su una storia d'amore tra due donne nel 1976, insieme formano la coppia immaginaria Luimelia.
Nel 2019 appare in un episodio della serie di Movistar Justo Antes de Cristo, dove ha interpretato il ruolo di Rosaura. Nel maggio dello stesso anno, ha partecipato alla campagna Nylon Spain Generation insieme a Mary Ruíz, Belinda Washington, María Valero e Bely Basarte.
Sempre nel 2019 ha girato l'ottava stagione di Per sempre e il film diretto da Icíar Bollaín, Il matrimonio di Rosa, che doveva essere presentato in anteprima a marzo 2020 al Festival di Malaga, ma è dovuto essere posticipato a causa della situazione di COVID-19. Infine, il film è uscito nelle sale nell'agosto 2020 durante la Filmoteca d'estiu di Valencia.
Il 14 febbraio 2020 ha presentato uno spin-off di Per sempre intitolato Luimelia, serie che è nata grazie al successo che la coppia formata da Luisita e Amelia ha avuto sui social. Dopo il successo riscosso, la piattaforma Atresplayer Premium ha deciso di rinnovare la serie per altre due stagioni.

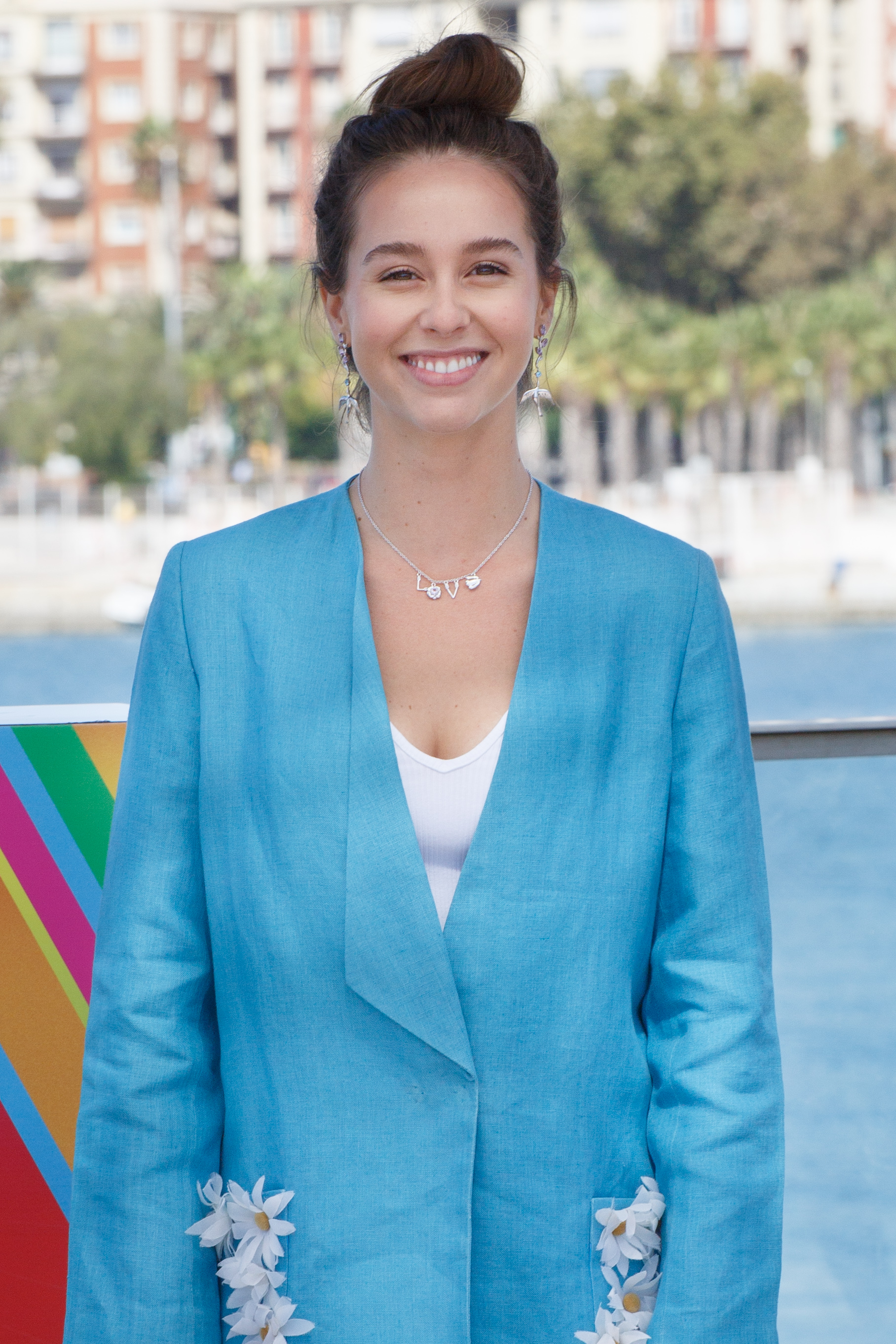
Paula Usero al Festival di Malaga 2020

Nell'agosto 2020 Paula ha iniziato le riprese di una nuova serie intitolata La cuoca di Castamar, dove ha interpretato il ruolo di Elisa Costa. La serie è stata presentata in anteprima il 21 febbraio 2021 attraverso la piattaforma Atresplayer Premium, mentre l'8 aprile dello stesso anno è stata trasmessa su Antena 3.
Il 10 dicembre 2020, Paula è stata candidata per il Feroz Award come miglior attrice non protagonista. Il 14 gennaio 2021, è stata candidata come migliore attrice esordiente nelle medaglie del Circolo degli scrittori cinematografici. Solo quattro giorni dopo, il 18 gennaio, è stata nominata come miglior attrice ai Premi Goya. Tutti questi riconoscimenti sono dovuti al ruolo di Lidia nel film Il matrimonio di Rosa. Il 28 gennaio dello stesso anno, è stata candidata, insieme a Carol Rovira, per i GLAAD Media Awards nella categoria Miglior serie televisiva con sceneggiatura in lingua spagnola per la sua serie Luimelia.
Nel 2021 ha ricevuto il premio Un futuro del cinema dal Festival del Cinema Jove di Valencia.
Il 12 giugno 2021, Paula insieme all'attrice Ángela Cremonte, ha presentato il Biznaga d'argento, il premio del pubblico, della ventiquattresima edizione del Festival di Malaga.

## Filmografia

### Cinema
- El olivo, regia di Icíar Bollaín (2016)
- Il matrimonio di Rosa (La boda de Rosa), regia di Icíar Bollaín (2020)
- Una película póstuma, regia di Sigfrid Monleón (2022)
- Llenos de gracia, regia di Roberto Bueso (2022)
- Solos en la noche, regia di Guillermo Rojas (2023)

### Televisione
- Velvet Collection (Velvet Colección) – serie TV, 20 episodi (Movistar+, 2017-2018)
- Per sempre (Amar es para siempre) – serie TV, 650 episodi (Antena 3, 2017-2020)
- Paquita Salas – serie TV, episodio Punto de partida (Netflix, 2018)
- Justo Antes de Cristo – serie TV, episodio Un momento de paz (Movistar+, 2019)
- #Luimelia – serie TV, 26 episodi (Atresplayer, 2020-2021)
- #Luimelia 77 – serie TV, 4 episodi (Atresplayer, 2020)
- La cuoca di Castamar (La cocinera de Castamar) – serie TV, 12 episodi (Atresplayer, Antena 3, 2021)
- Noche de chicas – serie TV, 6 episodi (Vix, Disney+, 2023)
- Las abogadas – serie TV, 6 episodi (La 1, 2024)

### Cortometraggi
- Echoes by Skimoes, regia di Marco Huertas (2013)
- Quadrophenia, regia di Joecar Hanna (2015)
- Filter, regia di Borja Sánchez (2016)
- Irene's Love, regia di Carlos Moriana (2017)
- Runaway, regia di Txema Lirón de Robles (2019)
- Cuando haces pop, regia di Kevin Castellano e Eduardo Hirschfeld (2021)
- XSmall, regia di Alba Gutiérrez (2022)

## Teatro
- Macbeth di William Shakespeare, diretto da Vicente Genovés, presso il teatro Rialto
- Mar i Cèl di Ángel Guimerá, diretto da Pilar Silla all'ESAD di Valencia
- La habitación di Isabella de Jan Lawers, diretto da Rafael Ricart
- Locos, locos, locos, diretto da Alberto Monrabal
- La casa de Bernarda Alba di Federico García Lorca, presso l'ESAD di Valencia
- La Gaviota di Anton Cechov
- Bajarse al moro di José Luis Alonso de Santos
- Un amigo de verdad di Carlo Goldoni

## Doppiatrici italiane
Nelle versioni in italiano dei suoi film e delle sue serie TV, Paula Usero è stata doppiata da:
- Giulia Tarquini[29] in Velvet Collection[30]
- Annalisa Longo[31] ne Il matrimonio di Rosa[32]
- Elisa Contestabile[33] ne La cuoca di Castamar[34]

## Riconoscimenti
- Festival del Cinema Jove
  - 2021: Premio Un futuro del cinema[28]
- Premio Goya
  - 2021: Candidatura come Miglior nuova attrice per il film Il matrimonio di Rosa[35]
- Premio Feroz
  - 2021: Candidatura come Miglior attrice non protagonista per il film Il matrimonio di Rosa[25]
- GLAAD Media Awards
  - 2021: Candidatura come Miglior serie televisiva con sceneggiatura in lingua spagnola con Carol Rovira per Luimelia[27]
- Medallas del Círculo de Escritores Cinematográficos
  - 2020: Candidatura come Attrice rivelazione per il film Il matrimonio di Rosa[36]
- Produ Awards
  - 2020: Premio come Miglior serie corta con Carol Rovira per Luimelia[37]
- Festival Internacional de Cine de Almería
  - 2021: Candidatura come Miglior attrice in una serie comica per Luimelia[38]
- Festival Internacional de series Nostrum
  - 2020: Premio Conciencia con Carol Rovira per la serie Luimelia[39]
- Premio Andalesgai
  - 2019: Premio Andalesgai 2019 per la visibilità con Carol Rovira[40] per la serie Luimelia[41][42]